# TSS Ryndam
TSS Ryndam – holenderski statek pasażerski, o napędzie turbinowym. 

## Budowa
Statek został zamówiony w 1948 roku przez holenderskiego armatora Holland America Line w stoczni Wilton-Fijenoord w Schiedam jako jeden z trójki nowych bliźniaczych statków towarowo-pasażerskich do obsługi linii północnoatlantyckiej. Konstrukcja statków została oparta na kadłubie amerykańskich frachtowców typu C-3 o napędzie turbinowym i miały one przewozić 60 pasażerów. Jako pierwszy i jedyny według pierwotnego projektu ukończony został „Diemerdijk” w 1950 roku, natomiast budowę dwóch pozostałych wstrzymano. Z uwagi na rosnący ruch pasażerski pomiędzy Europą a Ameryką Północną po II wojnie światowej, zwłaszcza w tańszych klasach, dyrekcja linii żeglugowych postanowiła przeprojektować jednostki i ukończyć je jako liniowce pasażerskie, dla zastąpienia dwóch starych statków „Volendam” i „Veendam”.
Budowę drugiego z zamówionych statków, o numerze stoczniowym 732, rozpoczęto jeszcze według pierwotnego projektu 17 grudnia 1949 roku. Miał on nosić nazwę „Dinteldijk”, lecz zmieniono ją następnie na „Ryndam” (według niektórych informacji, do 1954 roku zapisywaną „Rijndam”). 19 grudnia 1950 roku statek wodowano i 16 lipca 1951 roku wszedł do służby. Początkowo zabierał on 854 pasażerów w klasie turystycznej i tylko 39 w I klasie. Bliźniaczą jednostką był pasażerski statek „Maasdam” (nr stoczniowy 733), późniejszy polski „Stefan Batory”. 

## Eksploatacja

### Jako transatlantyk
„Ryndam” wszedł do eksploatacji jeszcze w 1951 roku, odbywając dziewiczy rejs na trasie Rotterdam – Nowy Jork, z 96% zapełnienia miejsc w klasie turystycznej. Statek był ekonomiczny w eksploatacji i pomimo średnich rozmiarów, cieszył się dużą frekwencją, podobnie jak bliźniaczy „Maasdam” (eksploatowany od 1952 roku). Oba statki pływały także do Montrealu oraz z rejsami wycieczkowymi na Karaiby. W maju 1953 roku „Ryndam” przewiózł z Nowego Jorku do Londynu 675 gości na koronację królowej brytyjskiej Elżbiety II i pozostawał w dniach 1–4 czerwca na Tamizie, służąc im za hotel. W 1961 roku statek został zmodernizowany, zmniejszono przy tym liczbę miejsc w klasie turystycznej do 822, a część kabin wyposażono w oddzielne toalety i prysznice. 
W latach 60. jednak liczba pasażerów na statkach spadła na rzecz transportu lotniczego i w ich połowie statek został przeniesiony na linię wokółziemską z Rotterdamu przez m.in. Southampton, Port Said, Kolombo, Australię, Los Angeles, Acapulco, Kingston, Nowy Jork. Rejsy te jednak były niedochodowe i po dwóch latach ich zaprzestano. Do 1971 roku statek między innymi woził studentów do USA oraz pomiędzy wschodnim a zachodnim wybrzeżem USA, czarterowany dla innych armatorów. Między majem a październikiem 1968 roku nosił przejściowo nazwę „Waterman”.

### Jako wycieczkowiec

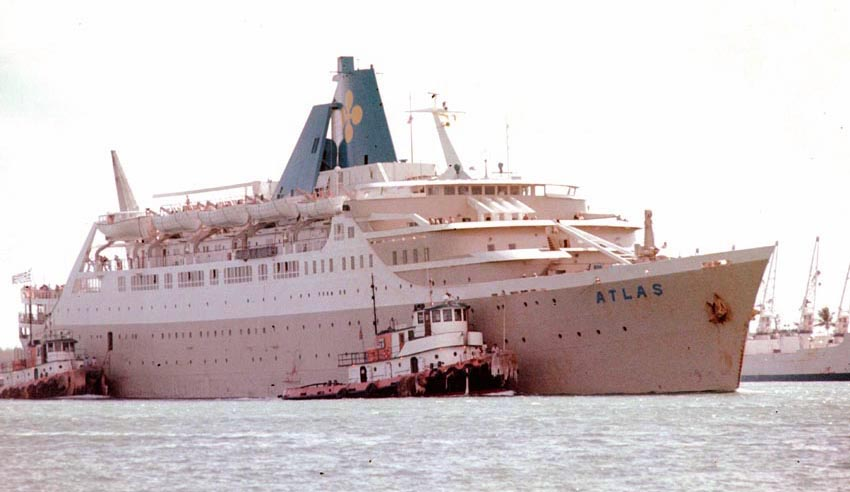
„Atlas” w 1974 roku

Pod koniec 1971 roku odstawiony statek został sprzedany za 2,5 miliona USD greckiej firmie wycieczkowej Epirotiki Line, po czym przemianowany na „Atlas” i przebudowany na wycieczkowiec w Pireusie. Remont zmienił całkowicie i unowocześnił sylwetkę statku, który otrzymał mocno wychylony dziób, całkiem zmieniony graniasty komin i opływowe oraz ozdobne elementy nadbudowy. Całkowicie przearanżowano wnętrze, utworzono dodatkowe bary, dyskoteki, salony i drugi basen. Statek miał 289 nowoczesnych kabin dla 731 pasażerów. Długość wzrosła do 155,5 m, natomiast pojemność zmalała do 9114 BRT i 4590 NRT.
„Atlas” wszedł do eksploatacji w 1973 roku, pływając jako wycieczkowiec z Pireusu do różnych portów śródziemnomorskich, a także w czarterze na Karaiby, do Skandynawii i na Morze Bałtyckie. Kilkakrotnie zawijał do Gdyni. Z uwagi na rosnące koszty eksploatacji, statek został w 1989 roku wystawiony na sprzedaż.

### Jako pływające kasyno
Statek został następnie zakupiony przez przedsiębiorcę z USA o nazwisku Carter, który sprowadził go do Gulfport na Zatoką Meksykańską i zaczął wykorzystywać jako pływające kasyno pod nazwą „Pride of Mississippi”. Statek odbywał krótkie rejsy na wody międzynarodowe, gdzie legalny był hazard. Zaczął następnie operować z Galveston w Teksasie, zmieniając przy tym nazwę na „Pride of Galveston”. Później jeszcze w związku z machinacjami finansowymi armatora, ponownie zmienił nazwę na „Copa Casino”, pływając do 1992 roku między Gulfport a Meksykiem. Po legalizacji hazardu w stanie Missisipi, statek od 1993 roku do 2001 roku pozostawał już zacumowany jako kasyno w porcie w Gulfport. 
W 2001 roku statek został zastąpiony w swojej roli przez nową barkę i pomimo różnych planów jego adaptacji, został sprzedany za 190 tysięcy dolarów w celu złomowania. Do 27 grudnia 2002 roku pozostawał jednak w Gulfport, niszczejąc, po czym został przeholowany do Mobile. W marcu 2003 roku wyszedł na holu holownika „Fairplay XIV” do miejsca rozbiórki w Indiach, lecz 16 marca po drodze zatonął u wybrzeży Dominikany z uwagi na zły stan kadłuba.